# جان كلاين (كاتب)
جان كلاين (بالفرنسية: Jean Klein)‏ هو مدرس وكاتب فرنسي، ولد في 19 أكتوبر 1912 في برلين في ألمانيا، وتوفي في 22 فبراير 1998 في سانتا باربارا في الولايات المتحدة.